# Corona (botanica)
Per corona si intende la parte sottostante lo stelo che inizia a differenziarsi all'inizio della fase vegetativa. L'ipocotile e la parte superiore della radichetta cominciano a svilupparsi ed ingrossarsi in larghezza, portando alla nascita di questa struttura. Questo tipo di accrescimento è detto contrattile.
Essa presenta un numero di gemme che è tanto elevato quanto più elevata è l'età della corona. Da ogni gemma si svilupperà in seguito un fusto. Non è un rizoma, in quanto non è dotato di radici avventizie. Presenta riserve energetiche che verranno consumate quando si arresterà la crescita: quindi in fioritura e al momento del taglio. In questi momenti la pianta invierà un messaggio ormonale alla gemma che consumerà le riserve della corona per produrre fusti. Questo processo prende il nome di ricaccio. Durante la crescita si possono sviluppare ulteriori gemme.